# Up or Down?
Up or Down? er en amerikansk stumfilm fra 1917 af Lynn Reynolds.

## Medvirkende
- George Hernandez som Mike
- Fritzi Ridgeway
- John Gilbert som Allan Corey
- Elwood Bredell
- Jack Curtis som Texas Jack